# Teòfano Esclerena
Teòfano Esclerena (en grec: Θεοφανώ,Teofanó) fou una princesa d'origen romà d'Orient que es va casar amb l'emperador Otó II del Sacre Imperi, A la mort del seu marit va ser emperadriu regent del seu fill durant set anys. El seu nom es podria traduir per 'aparició de Déu'.

## Orígens
La seva procedència familiar ha estat controvertida, però actualment sembla establert que era una neboda de l'emperador Joan I Tsimiscés i filla de Constantí Escler i era parenta de Nicèfor II Focas per part de sa mare Sofia Focena i, per tant, formava part de la família Focas. La data del seu naixement és incerta però s'estima que devia ser el 955.

## Acord matrimonial
L'emperador Otó I del Sacre Imperi Romanogermànic va requerir el matrimoni del seu fill amb una princesa romana d'Orient per tal de segellar un tractat d'aliaça entre l'imperi d'occident i l'imperi d'orient. El fet que el papa es referís a Nicèfor II com a «emperador dels grecs», en una carta adreçada a Liutprand de Cremona mentre estava fent d'ambaixador a la cort romana d'Orient, va destruir la primera ronda de negociacions. Amb la pujada al poder de Joan I Tsimiscés, al qual no s'havien referit de cap altra manera que amb el títol d'emperador, es van continuar les negociacions. Però no va ser fins a l'arribada d'una delegació encomanada a l'arquebisbe Gero de Colònia, que no es va arribar a un acord definitiu.
Segons el cronista saxó i bisbe Thietmar de Merseburg, Teòfano no va ser la primera opció proposada pels germànics, sinó que aurien preferit a Anna Porfirogènita, filla del difunt Romà II. Malgrat això quan l'arquebisbe Gero va portar Teòfano a Roma i la va presentar a Otó sabia que no podia rebutjar el canvi ofert. La jove princesa va arribar escortada per un gran seguici l'any 972,entre els quals hi havia artistes, arquitectes i artesans, i a més duia un tresor com a part de la dot.
Teòfano i Otó es van casar a l'església de sant Pere a Roma el 14 d'abril del 972 i la cerimònia la va oficiar el papa Joan XIII. Aquell dia també foren coronats com a successors.

## Reina i emperadriu
Teòfano va acompanyar el seu marit en tots els seus viatges i participava en les accions diplomàtiques en rang d'igualtat. Adalbert de Metz la va descriure com desagradable i xerraire. També la van criticar per posar de moda els ornaments en el vestuari i les joies a la cort Alemanya. El teòleg Pere Damià afirmava que va tenir un afer amorós amb Joan Filagathos, un monjo grec que era el seu confessor i que va esdevenir per poc temps l'antipapa Joan XVI.
Era de tots conegut que no tenia bona relació amb la seva sogra, Adelaida de Borgonya i aquest va ser el motiu del trencament de relacions entre Otó II i sa mare. Altres deien que era bella i radiant. Segons Odiló de Cluny, Adelaida va estar molt contenta quan ella va morir. Les opinions estaven dividides, per exemple Thietmar va lloar la manera com va educar el seu fill. Degut a la seva procedència i a la seva religió va patir una mica de misogínia i xenofòbia, sobretot per part dels autors que van escriure després del cisma d'Orient el 1054.
La primavera del 983 va quedar vídua i va esdevenir regent del seu fill Otó III. Llavors va cercar el suport de la seva sogra per fer front a les intromissions del duc de Baviera Enric II.
El 987, cosina per aliança d'Hug Capet, va acollir positivament l'elecció com a rei dels Francs.

## Mort i descendència

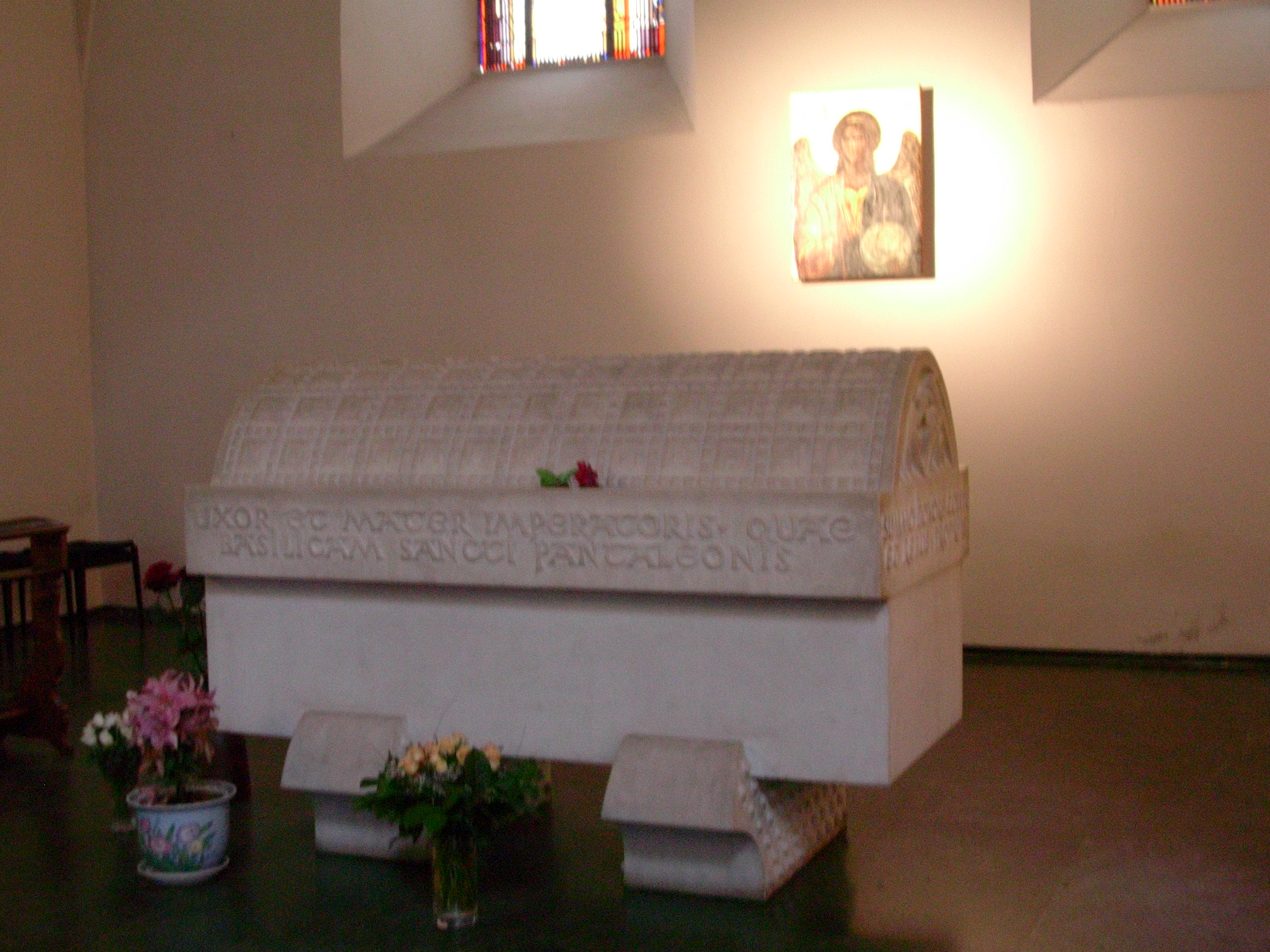
Sarcòfag de l'emperadriu Teòfano a l'església de Sant Pantaleó.

Teòfano va morir el 15 de juny del 991 a Nimega i la seva sogra va continuar amb la regència. Fou sebollida a l'església de Sant Pantaleó a Colònia.
Havia tingut quatre filles i un fill:
- Adelaida, nascuda el 977, abadessa de Quedlinbourg.
- Sofia, nascuda el 978, abadessa de Gandersheim i Essen.
- Matilde (978-1025), casada amb Ezzo de Lothríngia.
- Otó III, emperador, nascut el juny o juliol del 980.
- Una germana bessona d'Otó, que va morir abans del 8 d'octubre del 980, data de la seva missa fúnebre.